# Rudolf Josef Pálffy z Erdődu
Hrabě Rudolf (I.) Josef Pálffy z Erdődu (4. března 1719, Vídeň - 1. dubna 1768, Bratislava) byl uherský šlechtic z rodu Pálffyů z Erdődu, důstojník císařské armády, politik a sběratel umění.

## Život

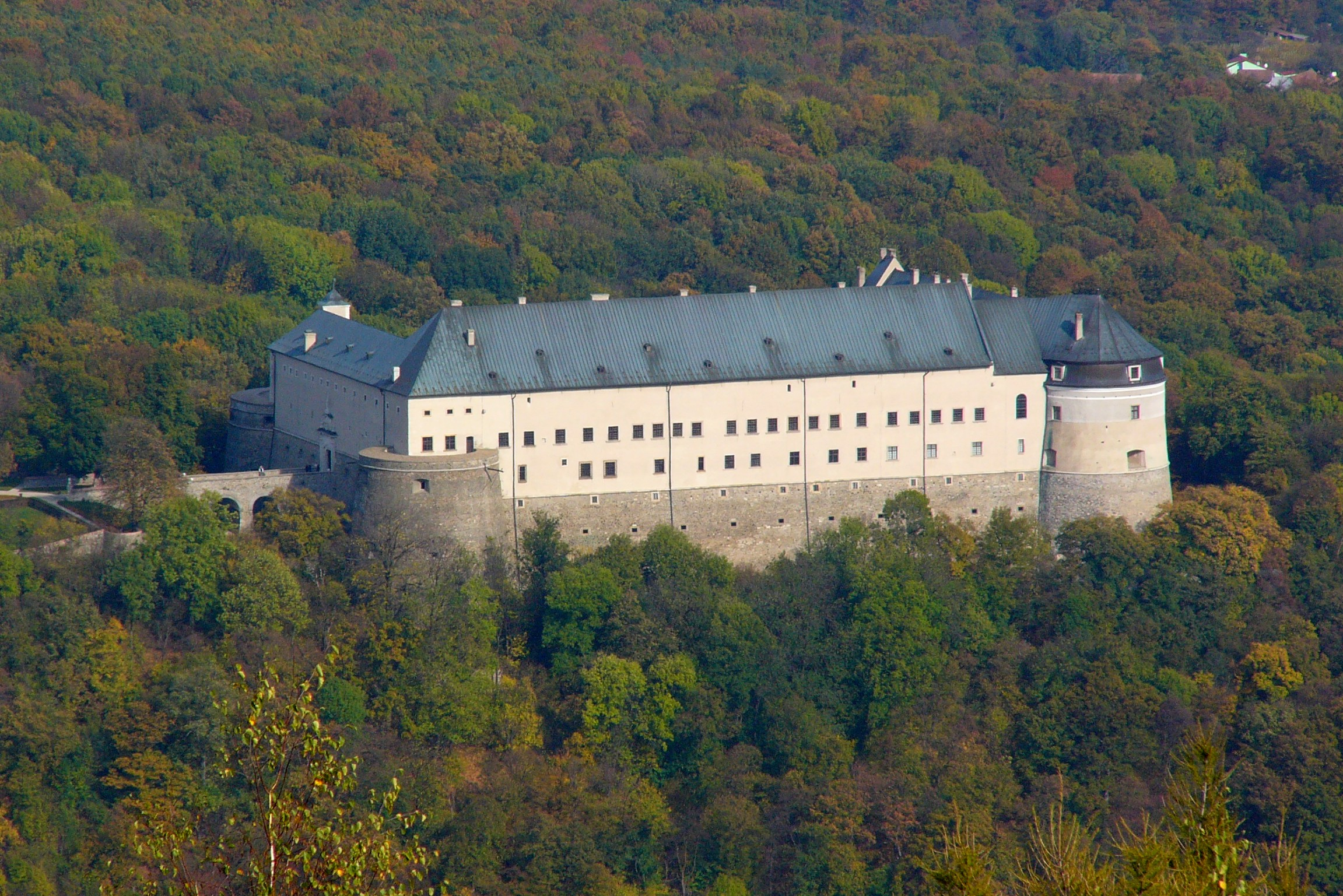
Zámek Červený Kameň

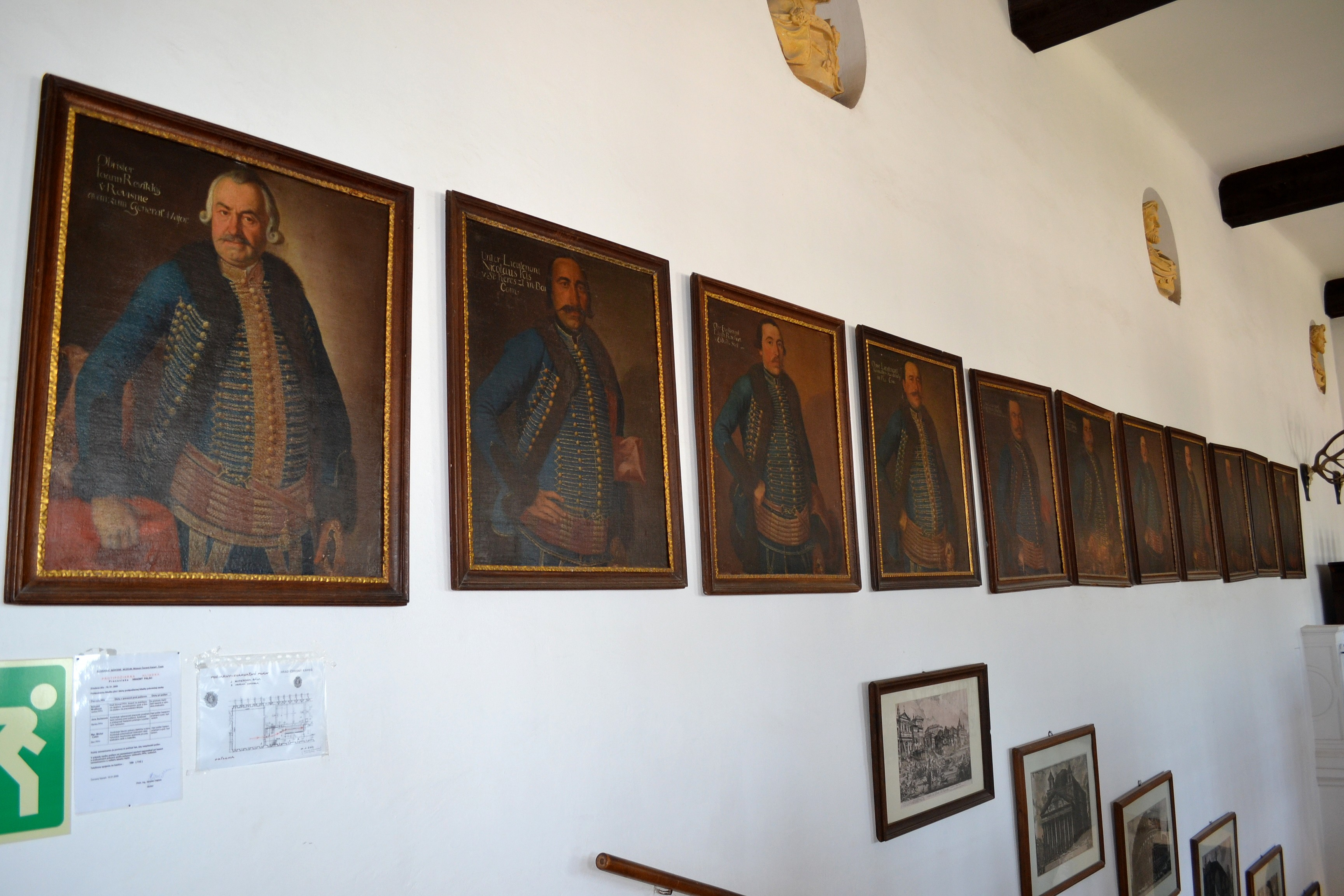
Portréty příslušníků husarského pluku Rudolfa Pálffyho nad hlavným schodištěm zámku Červený Kameň

Narodil se jako Rudolf Josef Joachim Jan Vilibald Adrián Juda Tadeáš hrabě Pálffy z Erdődu, nejmladší syn hraběte Leopolda Josefa Pálffyho (1681 – 1720) a jeho manželky Marie Antonie Raduitové de Souches (1683–1750).
Jako mladý Rudolf studoval ve Vídni.
24. listopadu 1742 se v Brně oženil s českou hraběnkou Marií Eleonorou Kounicovou z Rietbergu (1723–1776), s níž měl deset dětí: tři syny a sedm dcer. Marie Eleonora byla sestrou královského kancléře Marie Terezie, Václava Antonína Kounice z Rietbergu, Rudolf měl tedy na vídeňském dvoře vynikající postavení, nejen díky svým pozdějším zásluhám v bojích o rakouské dědictví a sedmileté válce, ale také díky příbuzenským vztahům s kancléřem Kounicem.
Od roku 1759 Rudolf Josef vlastnil husarský pluk, který bojoval ve válce o rakouské dědictví a sedmileté válce za Marii Terezii. Dosáhl hodnosti polního podmaršálka a získal úřad královského komorníka.
Rudolf se nevěnoval politické kariéře jako mnozí jeho předkové, ale proslavil se jako voják a sběratel uměleckých předmětů, mecenáš umění a stavebník. Byl znám jako sběratel starožitností a kuriozit, které během svého života nashromáždil ve svém kunstkabinetu.
Byl majitelem panství Pezinok a Svatý Jur a od roku 1732 se stal spolumajitelem hradního panství Červený Kámen, kde provedl rozsáhlé stavební úpravy rodového sídla, včetně výstavby kamenného mostu, stájí a jízdárny a revitalizace zahrad.
Rudolf se stal zakladatelem červenokamenské linie, která se stala početně nejsilnější v rámci celého Pálffyovského rodu, díky čemuž její potomci žijí dodnes.
Rudolf I. Josef Pálffy zemřel 1. dubna roku 1768 v Bratislavě. Byl pohřben v rodinné hrobce pod františkánským kostelem v Malackách. Vdova Marie Eleonora ho přežila o osm let a její tělo po smrti spočinulo po boku manžela.